# نابش (كيمياء)
النابش في الكيمياء عبارة عن مادة كيميائية تُضاف لمزيج لغرض إزالة شوائب غير نشطة أو نواتج غير مرغوب فيها، من خلال إزالة أو امتصاص الكيماويات التي تتفاعل معها، لضمان عدم حدوث أي تفاعلات غير مرغوب فيها. واستخدامات النوابش واسعة:
- في الكيمياء الجوية، النابش الأكثر انتشارًا هو « جذر الهيدروكسيل » وهو جذر حر مدة بقاءه قصيرة، يُنتَج في التفكك الضوئي الذي يقع في الغلاف الجوي للأرض. وهو المؤكسد الأهم لأول أكسيد الكربون والميثان والهيدروكربونات الأخرى، وأيضًا لثاني أكسيد الكبريت وكبريتيد الهيدروجين ومعظم الملوّثات الأخرى، فيزيلهم من الجوّ.
- في فصل النظائر باللازر جزيئيا [الإنجليزية]، يُوظّف الميثان غازًا نابشًا لجزيئات الفلورين.
- يُستخدم الهيدرازين وحمض الأسكوربيك نوابشًا للأكسجين من أجل منع التآكل.